# 2859 Паганини
2859 Паганини (енгл. 2859 Paganini) је астероид главног астероидног појаса са средњом удаљеношћу од Сунца која износи 2,238 астрономских јединица (АЈ).
Апсолутна магнитуда астероида је 13,5.